# Steinerne Rinne bei Wolfsbronn
Die Steinerne Rinne bei Wolfsbronn ist eine aus Kalktuff bestehende Steinerne Rinne auf dem Hahnenkamm. Sie liegt bei Wolfsbronn im mittelfränkischen Landkreis Weißenburg-Gunzenhausen.

## Geographische Lage
Die Steinerne Rinne liegt im Naturpark Altmühltal auf dem Hahnenkamm, einem Teil des Mittelgebirges Fränkische Alb. Sie erstreckt sich am nördlichen Steilabfall des Lunkenberges (613,3 m ü. NHN), dem Bindeglied zwischen dem Dürrenberg (656,4 m) im Nordwesten und dem Gemeindeberg (ca. 625 m) im Südosten, etwa 500 m südwestlich des namensgebenden Meinheimer Ortsteiles Wolfsbronn. Das Rinnenwasser fließt, nach einer unterhalb der Rinne befindlichen Verrohrung, in den Wolfsbronner Mühlbach, einem südwestlichen Zufluss des Meinheimer Mühlbachs.

## Beschreibung
Die Rinne ist eine etwa 130 Meter lange und bis zu 160 Zentimeter hohe, moosbewachsene Kalktuffrinne. Die Breite der Basis beträgt bis zu 160 Zentimeter und die Breite der Oberkante bis zu 90 Zentimeter. Das Wasser entspringt oberhalb des Quellhorizonts einem Quelltopf, der in einer etwa sieben Meter tiefen Quellnische liegt. Nach etwa 30 Meter flachem Verlauf verlässt der Bach die Quellnische und bildet die Steinerne Rinne. Die gewundene Rinne ist von mehreren kleineren Wasserfällen durchbrochen. Der Damm selbst liegt auf einer gewölbten Tuff-Aufschüttung. Diese ist zunächst recht schmal und dünn, wird aber hangabwärts bis zu 60 Meter breit und reicht bis 8 Meter tief in die Erde. Dieser weitestgehend nicht sichtbare Teil ist in Jahrtausenden durch ständige Verlagerung des Bachbettes entstanden.
Im flacher werdenden Unterhang wird die Rinne deutlich niedriger, schmäler und verläuft sich anschließend im Gelände. Der Bach mündet nach einer Verrohrung in den Wolfsbronner Mühlbach.
Aufgrund der geologischen Begebenheit, vielfältigen und seltenen Flora wurde das Gelände 1964 als Naturschutzgebiet und vom Bayerischen Landesamt für Umwelt als Geotop 577R002 ausgewiesen.
Trotz ihres Schutzstatus ist diese Rinne heute eher als ein Negativbeispiel anzusehen. Sie wurde im Rahmen übertriebener touristischer Pflegemaßnahmen größtenteils künstlich aufgemauert. Im mittleren Teil ist die Rinne durch einen Forstweg unterbrochen und das Wasser wird mit Bruchsteinen in den weiteren Teil der Rinne geleitet. Im unteren Teil wurde der ursprüngliche Verlauf vermutlich umgeleitet. Durch diese Maßnahmen gilt das geologische Objekt als zerstört und dient nur noch dem rein touristischen Zweck.

## Entstehung
Kalktuffe kommen in verschiedenen morphologischen Formen als große Tufflager, Sinterterrassen, Tuffkaskaden oder wie hier als Kalktuffrinnen vor. Solche Rinnen sind stets an Quellen gebunden, deren Wasser einen besonders hohen Kalkgehalt aufweist, den es beim Durchsickern von Kalkgestein aufgenommen hat. Kleine, aber konstant fließende Quellen lassen unter günstigen Umständen solche steinernen Rinnen entstehen.
Das Grundwasser kann dabei aufgrund der darunterliegenden, wasserstauenden Schicht des Ornatentons nicht tiefer versickern und wird seitlich zum Quellaustritt geleitet.
Die Wassertemperatur an der Quelle schwankt um acht Grad. Am Quellaustritt erfährt das Wasser eine Druckentlastung, eine Durchmischung mit der Luft und gleichzeitig eine Änderung in der Umgebungstemperatur. Das im Wasser gelöste Kohlendioxid entweicht dabei zum Teil, wodurch aus dem Wasser Kalk ausfällt, der sich, begünstigt von Moosen und anderen Pflanzenteilen, am Rinnenboden absetzt. Bestimmte Algen sind in der Lage, den im Wasser gelösten Kalk auszufällen. Die verästelten Moose fangen den ausgefällten Kalk auf. Algen und Moose bewirken so auf der zunächst ebenen Sinterfläche das nach oben gerichtete Wachstum der Steinernen Rinne. Die Moose finden ihren günstigsten Lebensraum am Rande des Bachbettes in einer feuchten und kalkhaltigen Umgebung. Um immer genügend Sonnenlicht für ihr Wachstum zu bekommen, müssen sie stets nach oben oder zur Seite aus der von der Kalkfällung hervorgerufenen Verkrustung herauswachsen. Die Algen leben hingegen bevorzugt auf dem Grund der Fließrinne; der durch sie abgesetzte feste Kalk dichtet die Rinne nach unten und zur Seite hin ab. So sorgen sie für eine Kanalisierung des Wasserlaufes. Solange die Wasserzufuhr zwischen der Quelle und der Steinernen Rinne nicht unterbrochen wird, wächst sie ständig höher, jedes Jahr um wenige Millimeter.

## Zugang
Die Steinerne Rinne von Wolfsbronn ist ganzjährig frei zugänglich. Unterhalb an der Kreisstraße WUG 34 von Wolfsbronn nach Degersheim befindet sich ein größerer Parkplatz, der Zugang zur Steinernen Rinne ist ausgeschildert. Unmittelbar am Rinnendamm entlang führt ein Bohlenweg mit Geländer, der nach einigen Metern in einen steileren Anstieg mit Holztritten übergeht. Dieser Abschnitt ist Bestandteil der Fernwanderwege Altmühltal-Panorama-Wanderweg und Frankenweg.
Einige Infotafeln entlang des Bohlenweges stellen die Steinerne Rinne und die dort beheimatete Ökologie vor.
Trotz der erheblichen Beeinträchtigung durch Dammanbauten dürfen die empfindlichen, porösen Tuffkalke nicht betreten oder zerstört werden, auch die Bemoosung der Rinne ist unberührt zu lassen. Vor allem darf die Rinne nicht aufgestaut und die Ränder dürfen nicht ausgebrochen werden. Der Wuchs des porösen Kalktuffs würde dadurch nachhaltig verändert, der Lauf der feinen Rinne beeinträchtigt und das weitere natürliche Wachstum empfindlich gestört werden. Verlässt das Wasser nämlich an irgendeiner Stelle die Rinne, fällt sie im weiteren Verlauf trocken, und es wird sehr lange dauern, bis auf dem neuen Weg des Wassers eine neue entsteht.

## Flora und Fauna
In und an der Rinne befinden sich Lebermoose, Laubmoose, Blaualgen und Schlauchalgen. Rinne und Quelle sind Lebensraum von Quell-Köcherfliegen und Bachflohkrebsen.
Das Gebiet um die Rinne ist von verschiedenen Orchideen- und Hainsimsen-Buchenwäldern bestanden. Im unteren Bereich breitet sich ein großseggenreicher Erlensumpfwald aus. In der Umgebung der Quellaustritte wächst ein Sumpfkomplex aus Niedermoor und Feuchtgebüschen. Kleine offene Flächen werden von pfeifengrasreichem Flachmoor mit Seggen, Wollgras sowie zahlreichen Orchideen eingenommen. Im Frühjahr bildet rund um die Quelle der Bärlauch einen großen Teppich.

## Bilder

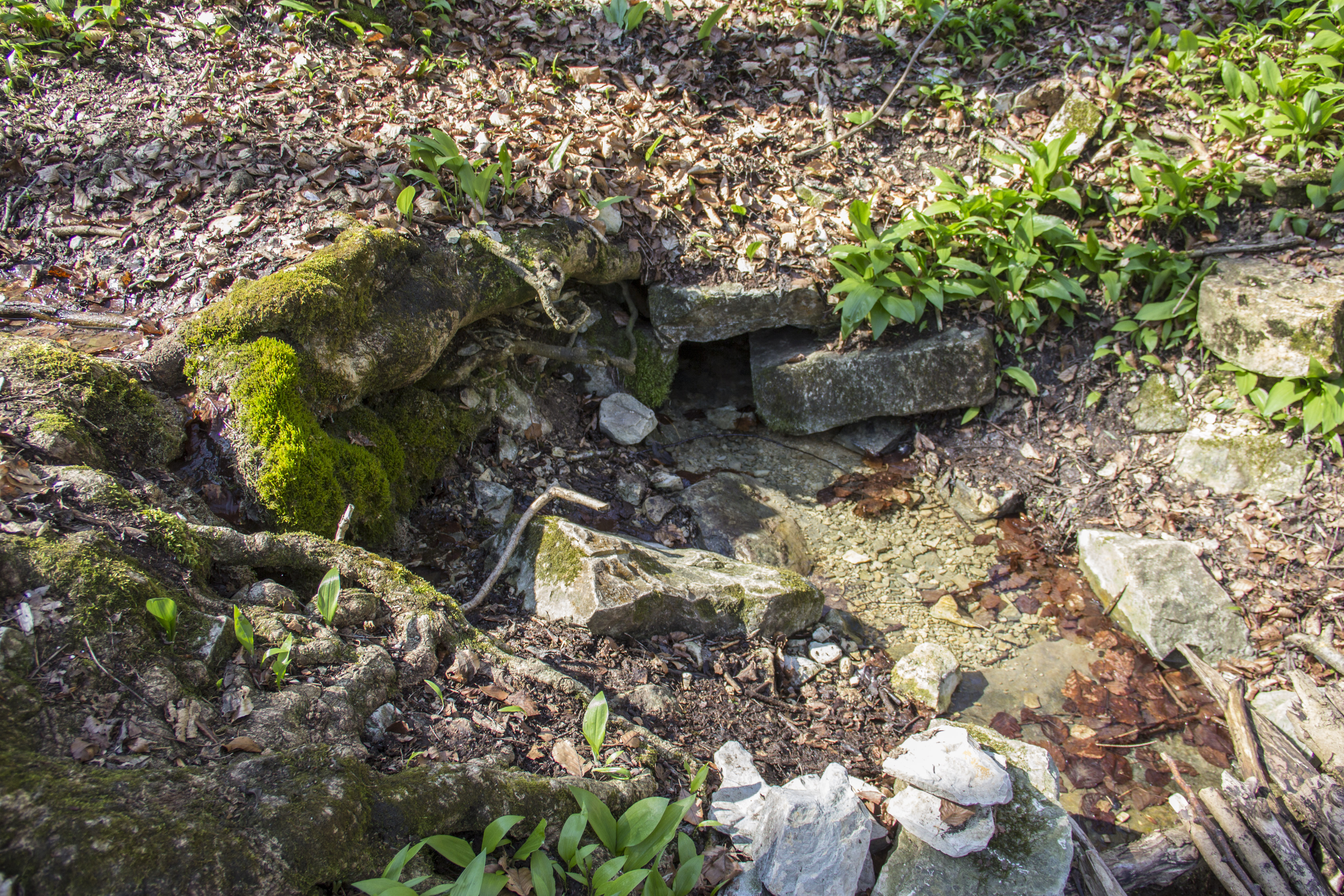
Quelltopf
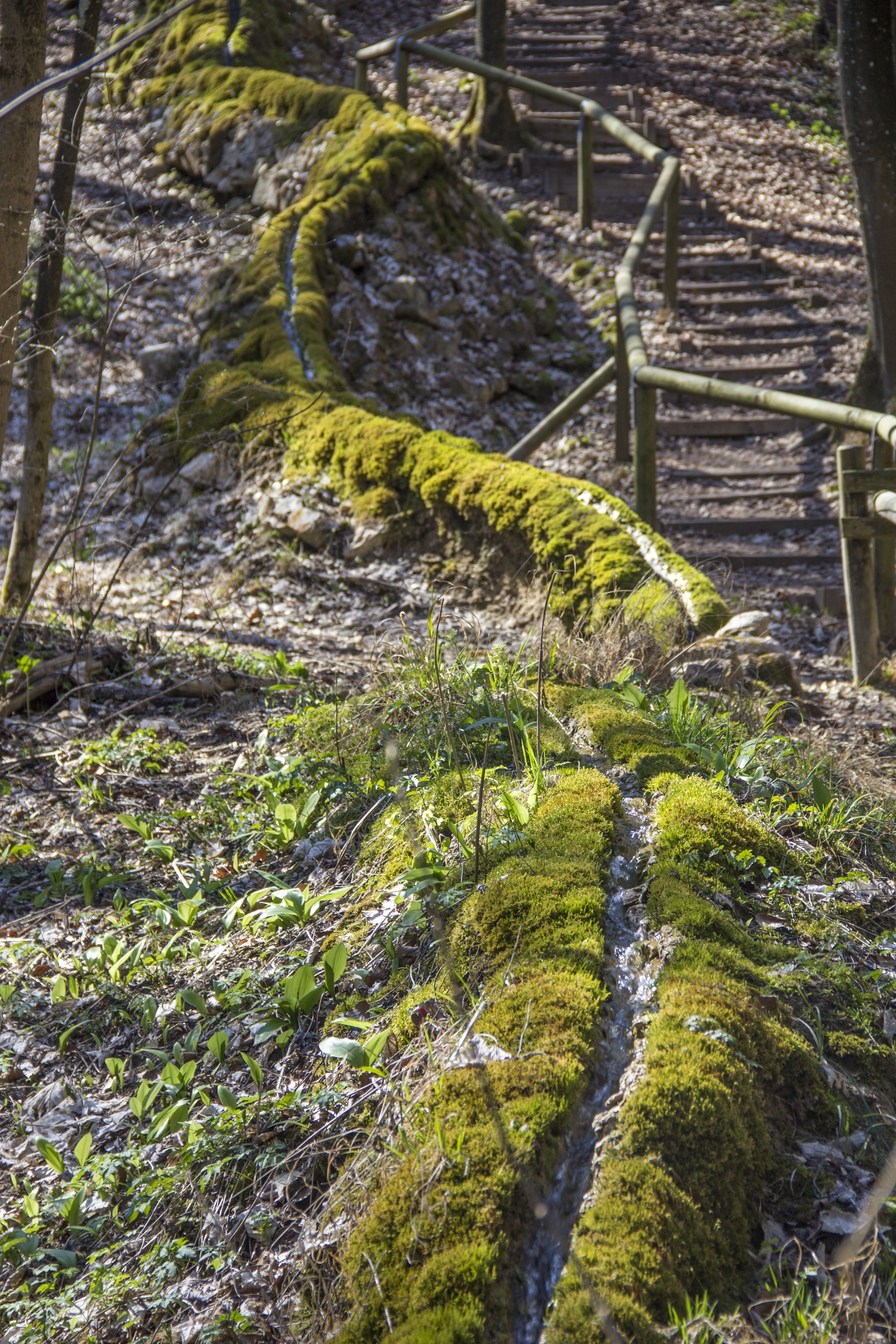
Die Rinne
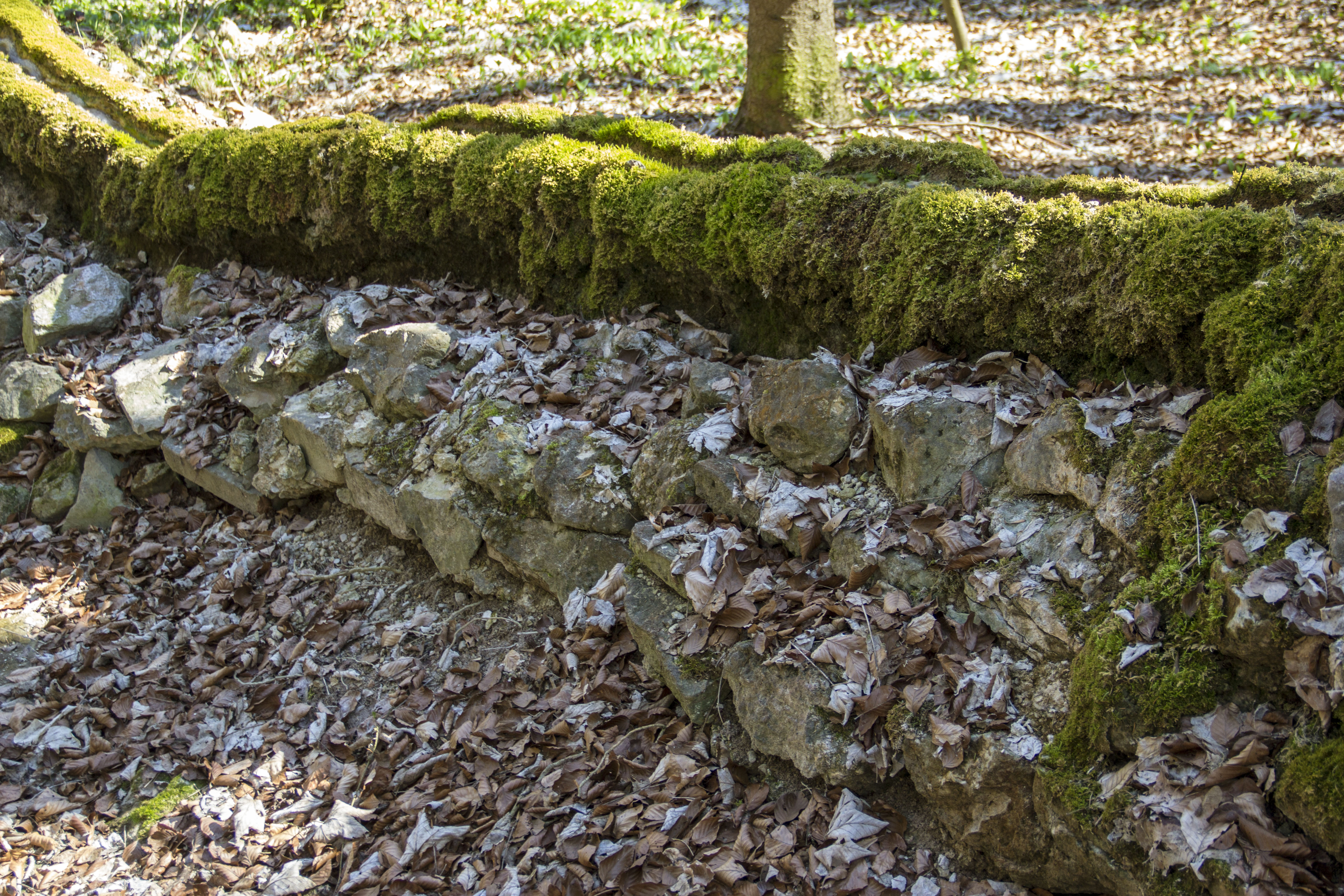
Künstliche Aufmauerung mit Damm
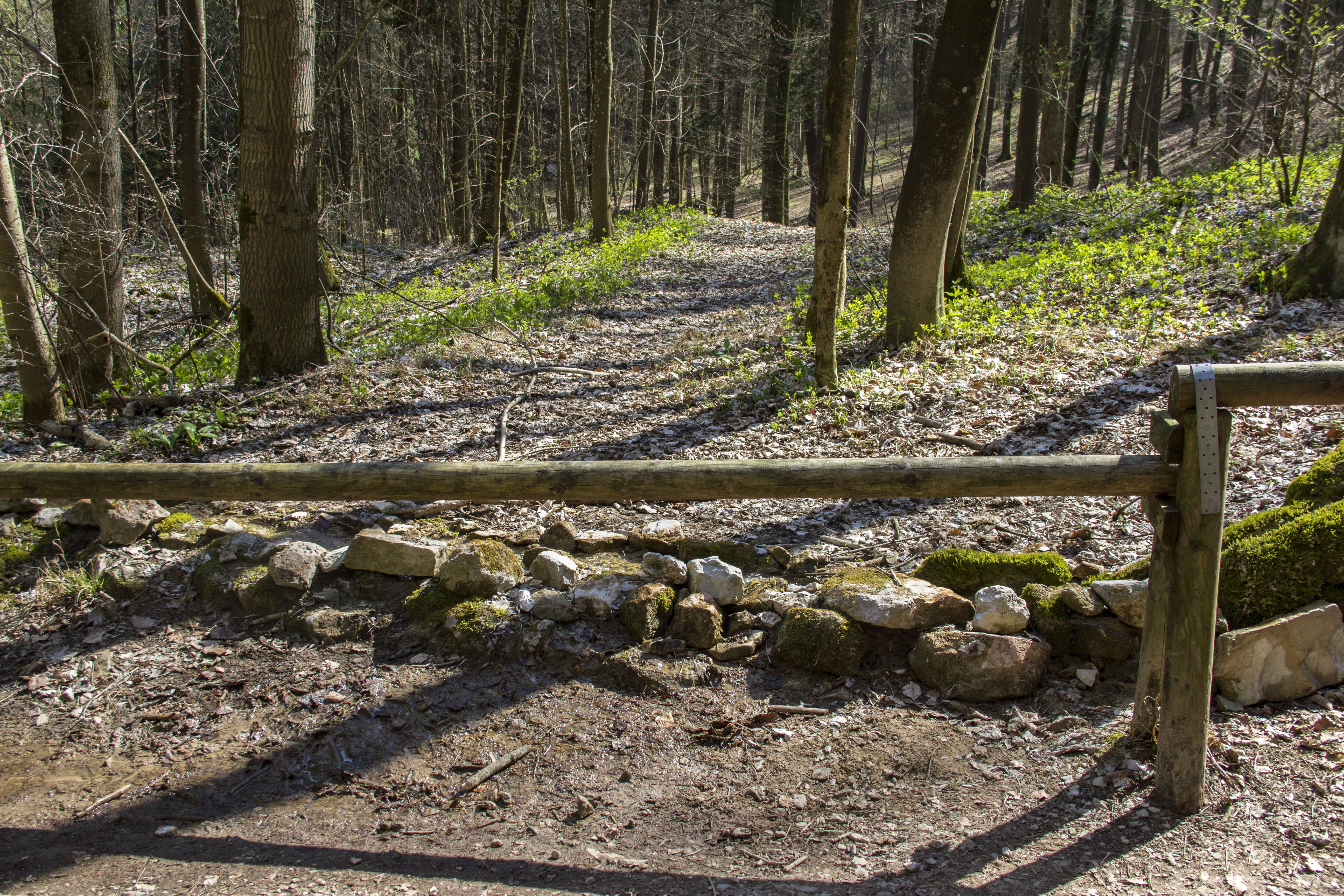
Unterbrechung durch Forstweg
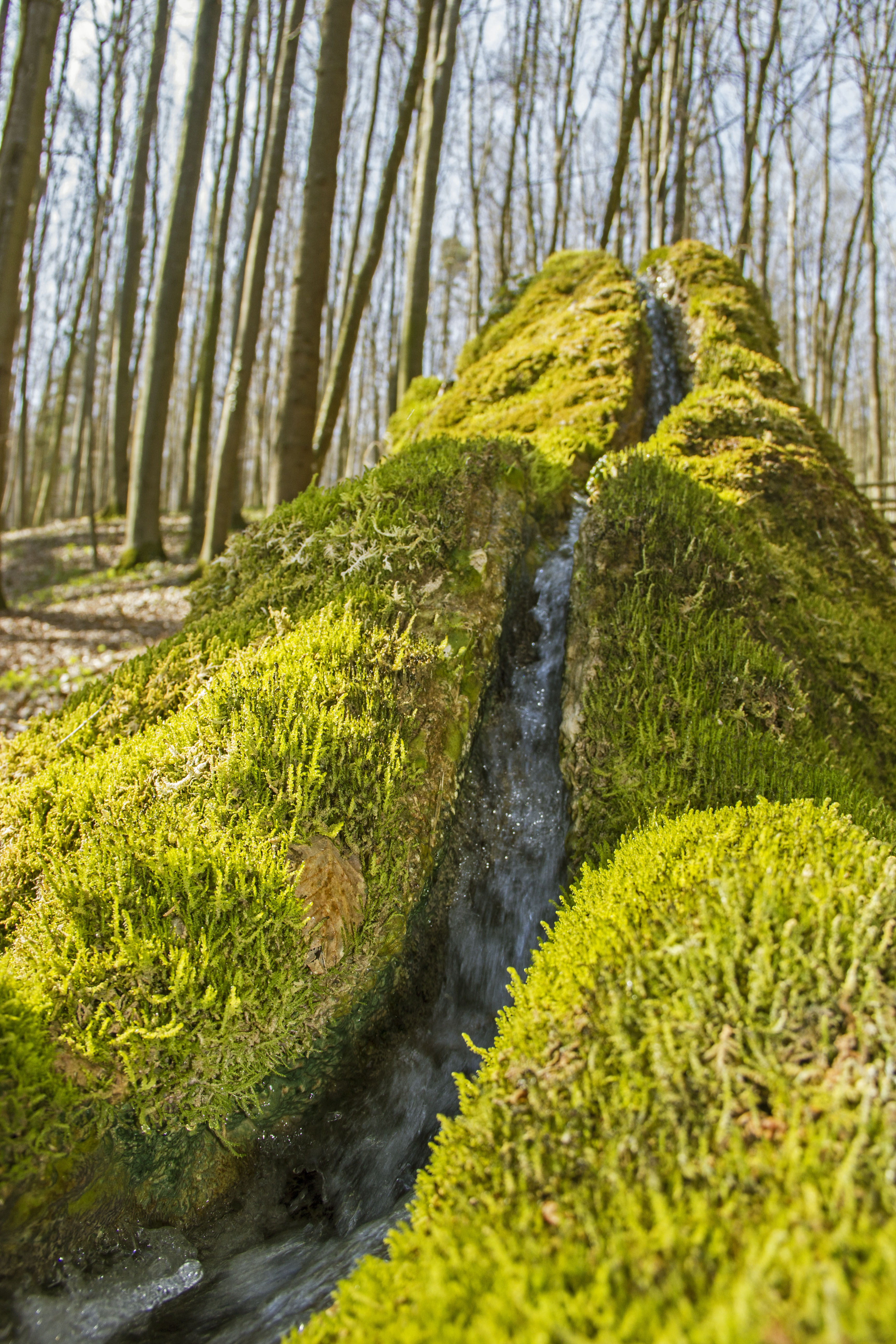
Künstlich geschaffene Überhöhung
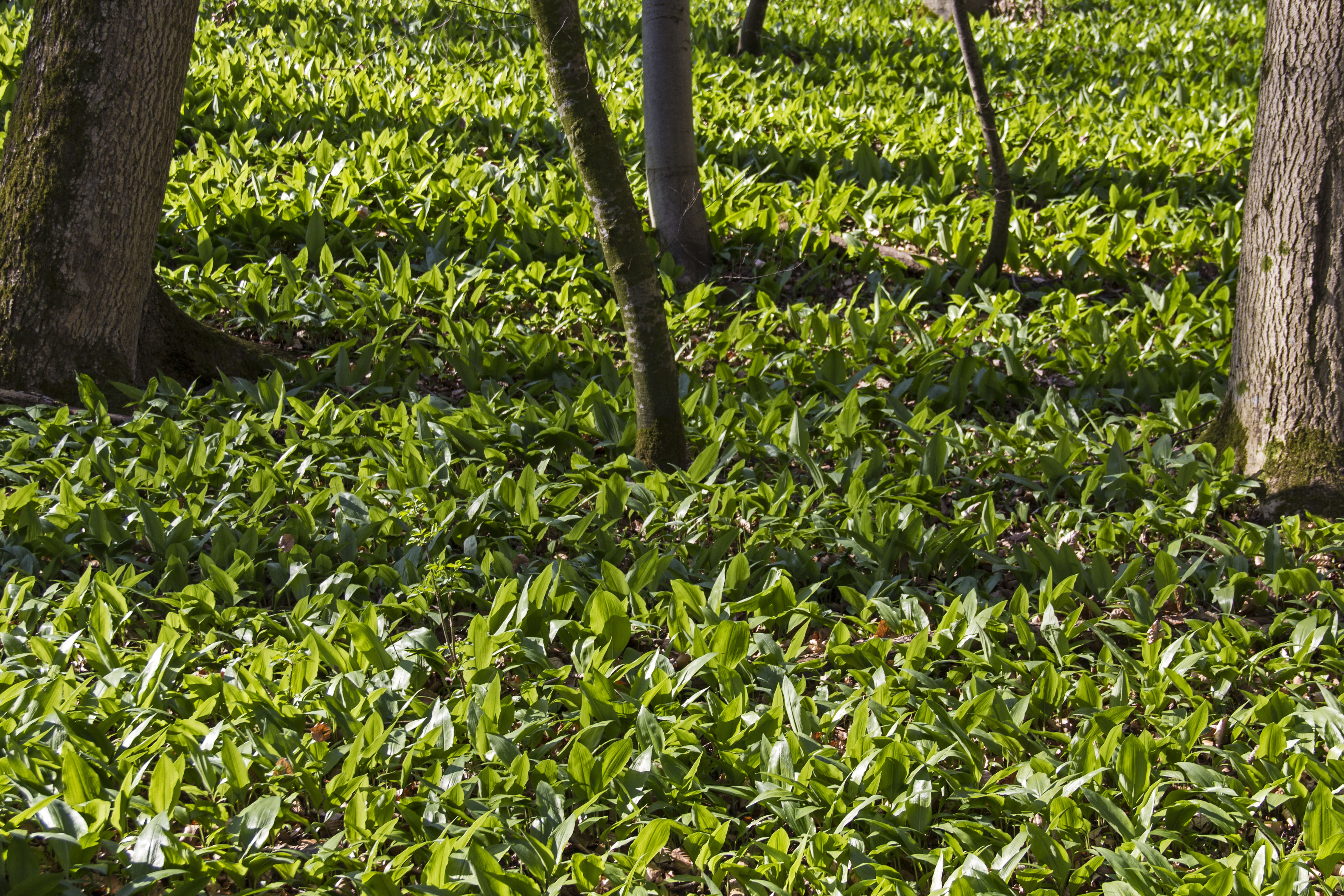
Bärlauchteppich nahe der Quelle